# Puerto Rico i olympiska sommarspelen 1956
Puerto Rico deltog med 10 deltagare vid de olympiska sommarspelen 1956 i Melbourne.  Ingen av landets deltagare erövrade någon medalj.